# Michael Degen
Michael Degen (Chemnitz, Alemania, 31 de enero de 1928 - 9 de abril de 2022) fue un actor y escritor israelí-alemán.

## Biografía
Nació en 1932. Al año siguiente se trasladó con sus padres y su hermano a Berlín. Allí asistió a la escuela judía hasta que fue cerrada en 1942. En 1939, sus padres enviaron a su hermano mayor —cuatro años mayor que él— a Palestina. En 1940 murió su padre a causa de las secuelas de los malos tratos sufridos en el campo de concentración de Sachsenhausen.
En 1942 pasó a la clandestinidad con su madre. Cuenta sus experiencias durante este tiempo hasta el final de la II Guerra mundial en su libro Nicht alle waren Mörder – Eine Kindheit in Berlin (No todos eran asesinos - Una infancia en Berlín). La filmación tiene el título español Marcados por el III Reich. 
En 1946 se matriculó en clases de actuación en el Deutsches Theater en Berlín Oriental en el sector soviético. A petición de su madre emigró a Israel en 1949. Dos años más tarde regresó a Berlín, donde actuó en el elenco de Bertolt Brecht en el Deutsches Theater.